# Katharina Hauck
Katharina Hauck (* 1973 in Võru, Estland) ist eine deutsche Film-, Fernseh- und Theaterschauspielerin.

## Leben
Katharina Hauck wuchs in Bietigheim-Bissingen auf und studierte von 1995 bis 1999 Schauspiel an der Akademie für darstellende Kunst (AdK) in Ulm. Von 1999 bis 2002 war sie festes Ensemblemitglied am Thalia Theater in Halle (Saale) und war danach unter anderem am Theater Aachen und der Schaubühne Berlin tätig. Darüber hinaus wirkt sie in verschiedenen Produktionen des Kabaretttheaters Leipziger Pfeffermühle mit.
Neben ihrer Bühnentätigkeit hat sie auch in Kino- und Fernsehproduktionen mitgewirkt, so beispielsweise in Tatort, SOKO Wismar oder in Oh Boy, der  2013 bei der Verleihung des Deutschen Filmpreises in den Kategorien Bester Spielfilm, Beste Regie, Bestes Drehbuch, Bester Hauptdarsteller (Tom Schilling), Bester Nebendarsteller (Michael Gwisdek) und Beste Filmmusik gewann.

## Filmographie
- 2003: Spielerfrauen
- 2003: Tatort – Wenn Frauen Austern essen
- 2006: Eine Liebe in Königsberg
- 2007: SOKO Wismar
- 2008: Die braune Eminenz
- 2010: Das Lächeln meiner besten Freundin
- 2011: Annas Augenblicke
- 2012: Flirtcamp
- 2012: Bella Block: Unter den Linden
- 2012: Oh Boy
- 2014: Notruf Hafenkante – Rufis WG